# Калек (Великопольське воєводство)
Калек (пол. Kałek) — село в Польщі, у гміні Кшимув Конінського повіту Великопольського воєводства.
Населення — 266 осіб (2011).
У 1975-1998 роках село належало до Конінського воєводства.

## Демографія
Демографічна структура станом на 31 березня 2011 року:
|          | Загалом | Допрацездатний вік | Працездатний вік | Постпрацездатний вік |
| -------- | ------- | ------------------ | ---------------- | -------------------- |
| Чоловіки | 130     | 26                 | 91               | 13                   |
| Жінки    | 136     | 32                 | 79               | 25                   |
| Разом    | 266     | 58                 | 170              | 38                   |